# Lipoil (oktanoil) transferaza
Lipoil (oktanoil) transferaza (EC 2.3.1.181, LipB, lipoil (oktanoil)-(acil-nosilac-protein)-protein N-lipoiltransferaza, lipoil (oktanoil)-acil nosilac protein:protein transferaza, lipoat/oktanoatna transferaza, lipoiltransferaza, oktanoil-(acil nosilac protein)-protein -oktanoiltransferaza, oktanoil-(acil-nosilac-protein):protein -oktanoiltransferaza) je enzim sa sistematskim imenom oktanoil-(acil-nosilac protein):protein -oktanoiltransferaza. Ovaj enzim katalizuje sledeću hemijsku reakciju
oktanoil-[acil-nosilac protein] + protein {\displaystyle \rightleftharpoons } protein 6-(oktanoil)lizin + [acil-nosilac protein]
Ovaj enzim posreduje prvi korak biosinteze lipoilnog kofaktora.

## Literatura
- Nicholas C. Price; Lewis Stevens (1999). Fundamentals of Enzymology: The Cell and Molecular Biology of Catalytic Proteins (Third изд.). USA: Oxford University Press. ISBN 019850229X.
- Eric J. Toone (2006). Advances in Enzymology and Related Areas of Molecular Biology, Protein Evolution (Volume 75 изд.). Wiley-Interscience. ISBN 0471205036.
- Branden C; Tooze J. Introduction to Protein Structure. New York, NY: Garland Publishing. ISBN 0-8153-2305-0.
- Irwin H. Segel. Enzyme Kinetics: Behavior and Analysis of Rapid Equilibrium and Steady-State Enzyme Systems (Book 44 изд.). Wiley Classics Library. ISBN 0471303097.

## Spoljašnje veze
- Lipoyl(octanoyl)+transferase на 